# Palaemnema peruviana
Palaemnema peruviana – gatunek ważki z rodziny Platystictidae. Występuje na terenie Ameryki Południowej.